# Renaud Czarnes
Renaud Czarnes est un dirigeant d’entreprises, écrivain, journaliste, photographe, conseiller politique français.
Il a notamment dirigé le service de presse de Jean-Marc Ayrault, alors Premier ministre, occupé des fonctions exécutives chez Dalkia et RTE et signé une satire du monde de l'entreprise, le roman L'épaisseur du trait.

## Biographie

### Formation et débuts
Renaud Czarnes est titulaire d'une maîtrise de lettres modernes de l'université Paris-X Nanterre et diplômé de l'Institut d'études politiques de Paris.
Il commence sa carrière en 1991 comme chargé d'études économiques au sein de l'Institut de commerce et de la consommation (ICC). En 1994, il devient chargé de mission auprès du directoire du groupe Bayard Presse SA,.

### Journaliste
Renaud Czarnes se tourne vers le journalisme en 1996. Passionné de musique et en particulier de jazz, il collabore en tant que pigiste avec les rédactions de Jazzman, Batteur Magazine et Télérama, où il suit la culture, et notamment la musique.
De 1997 à 2000, journaliste au sein du service économique du journal La Croix, il est responsable des rubriques énergie, télécommunications et banque. Il continue à suivre l'actualité musicale jazz.
En 2000, il rejoint le quotidien Les Échos où il travaille pour la rubrique industrie, responsable de la rubrique « énergie », en couvrant notamment les grandes actualités du secteur de l’énergie,, ; puis pour la rubrique culture, comme chef de service adjoint "Les Echos Week-end". En 2008, il devient journaliste politique,,.

### Conseiller politique et dirigeant d'entreprise
En 2012, Renaud Czarnes est nommé conseiller pour la presse au sein du cabinet de Jean-Marc Ayrault, alors Premier ministre, puis chef du service de presse et conseiller de ce dernier en 2013,,,,.
En 2014, Renaud Czarnes rejoint le groupe Dalkia, filiale du groupe EDF spécialisée dans les services énergétiques et la production d’énergie décentralisée, en tant que directeur de la communication et membre du comité exécutif,,.
Il enseigne en parallèle à Sciences Po depuis 2015, intervenant sur le fonctionnement des médias et les enjeux des relations entre politiques et médias, sujet sur lequel il prend position dans les médias, ainsi que d'autres sujets liés aux médias et à la communication, comme le storytelling. Il défend notamment l'idée que la communication doit s'inspirer du journalisme, et qu'elle doit être sincère plutôt que de s'afficher comme "responsable" ou "durable". Il enseigne également à l'Iscom, dont il est membre du comité scientifique, depuis 2020,. 
En février 2019, il revient sur son expérience en politique et en communication en publiant un Anti-manuel de communication politique aux éditions Kawa,,.
D'octobre 2020 à avril 2023, il devient directeur exécutif chargé de la communication de l'entreprise RTE.
Fan de judo et judoka, il met en place chez Dalkia puis RTE des partenariats avec la Fédération Française de Judo ou avec des judokates et judokas, comme Axel Clerget et Shirine Boukli dans ce dernier cas.
Il fonde ensuite la société de conseil en communication Le Choix des mots.

### Ecrivain
Renaud Czarnes a publié quatre ouvrages :
- Un passant ordinaire, roman qui a bénéficié d'une forte couverture presse lors de sa sortie (Editions Léo Scheer, 2011)[32],[33],[34],[35],[36]
- Nos amies les lettres, émissions littéraires pour deux à quatre voix, recueil de saynètes comiques destinées au théâtre (Editions Art et Comédie, 2011)
- Anti-manuel de communication politique, publié aux éditions Kawa en février 2019[1],[27],[28],
- L'épaisseur du trait, publié aux éditions Héliopoles en octobre 2024[37],[3],[38],[39]

L'épaisseur du trait, qui raconte les déboires d'un communicant aux prises avec les absurdités de son entreprise, est analysé comme une "Chronique de la bullshiterie ordinaire en entreprise" par Libération, une "satire mordante sur un communicant qui se découvre socialement inutile" par La Croix, un "pétaradant conte d'aujourd'hui" par Psychologies Magazine ou encore comme un "texte poétique qui propose une satire désenchantée de l'entreprise" par Alternatives économiques. Capital le recommande "à tous ceux qui cherchent à "réenchanter leur quotidien",,.

### Photographe
Parallèlement à son activité de journaliste, Renaud Czarnes développe progressivement celle de photographe. À partir de 2005, il illustre régulièrement les articles qu'il écrit de ses propres prises de vue. Il photographie également les concerts auxquels il assiste.
Trois expositions sont issues de ces tirages de photos de concerts :
- My Favorite Things – 2011 (jazz, blues, rock, chanson)
- Médiathèque Musicale de Paris - 2011 (jazz, blues, soul, pop, rock)
- You and the night and the music - 2010 (jazz, blues, soul, pop, rock)